# タイムズ・オブ・インドネシア

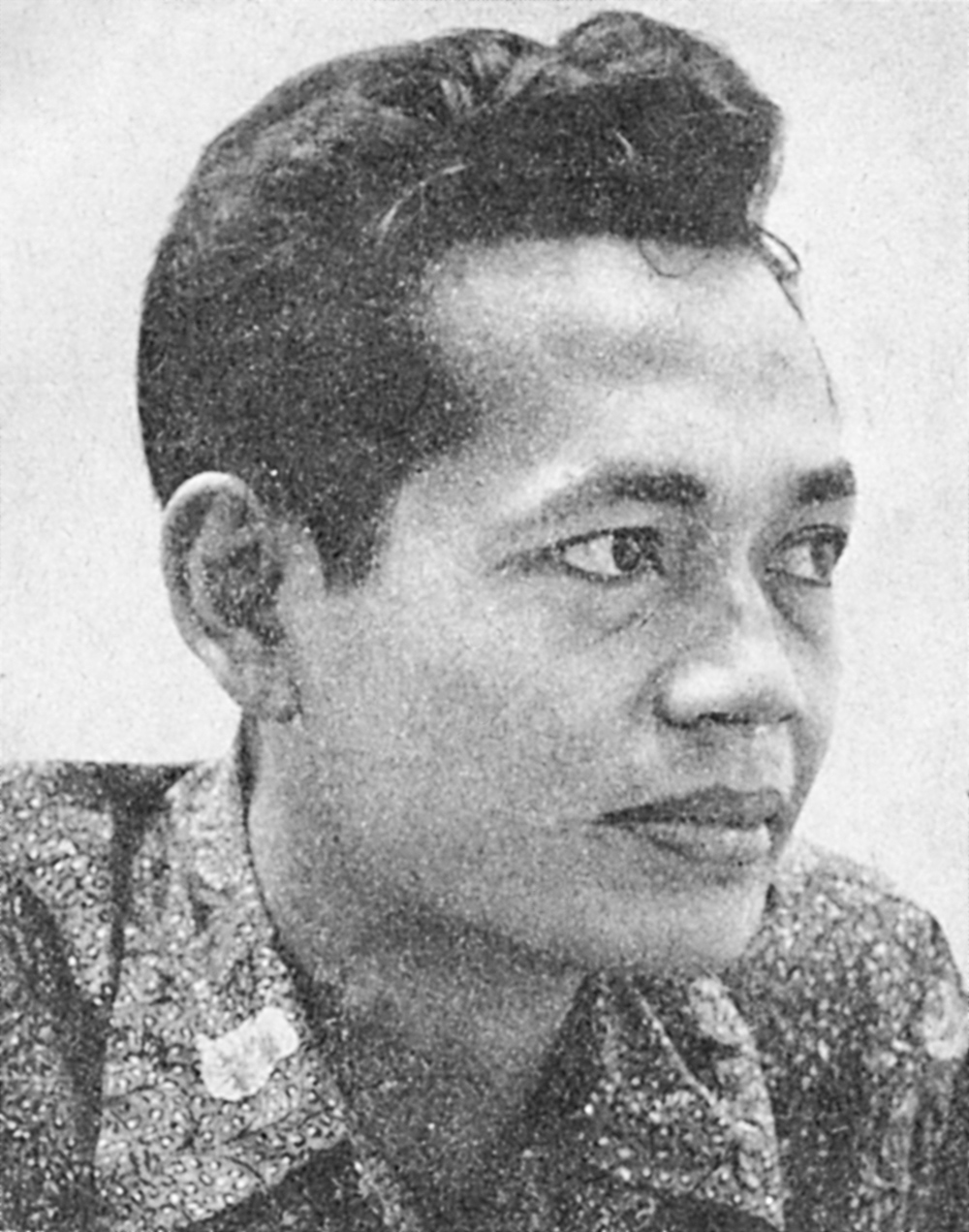
創刊時の編集人モフタル・ルビス、1955年撮影。

『タイムズ・オブ・インドネシア』(Times of Indonesia) は、ジャカルタで発行されていたインドネシアの英語の新聞。1952年に創刊された、インドネシアで最初の英字新聞である。その攻撃的なまでの調査報道で名を馳せ、「醜聞の暴露にかけてはジャカルタで一番の新聞 (the leading muck-raking paper in Jakarta)』として知られるようになった。創刊時の編集人だったモフタル・ルビスは、『インドネシア・ラヤ (Indonesia Raya)』紙の編集人も兼ねていた。モフタル・ルビスは、軍の首脳陣と密接なパイプをもっていた。1953年、ルビスは、『インドネシア・ラヤ』との兼任の重圧から、編集人を辞任した。セイロン出身のチャールズ・タンブ (Charles Tambu) が後任の編集責任者となった。
インドネシア共和国革命政府の反乱の後、1960年10月31日に『タイムズ・オブ・インドネシア』の発行免許は取り消された。これによってこの新聞の発行は打ち切られた。